# 大同里 (新店區)
24°58′52″N 121°32′24″E / 24.981°N 121.540°E
大同里為台灣新北市新店區轄下之一里，面積約0.041平方公里。昔屬大坪林二十張地區，戰後歸台北縣文山區新店鎮江陵里管轄，1970年改隸分出之大豐里，1985年本里自大豐里分出。

## 里界
- 東至：北新路三段與寶安里為界。
- 西至：大同街與大豐里為界。
- 南至：大豐路與明德里為界。
- 北至：民權路、二十張路與復興里、江陵里為界。

## 交通
- 臺北捷運
  - 大坪林站： 新店線、 環狀線

- 公車
  - 大坪林站(南向) : 252、642、643、644、647、648、650、793、796、849、918、941、棕2、綠3、綠7、綠8、綠9、綠10、綠15。
  - 民權路口(東向) : 290、793、796、918、環狀線先導公車、綠3、綠7、綠8、綠9、綠10、綠13、綠15。

## 設施
公家機關
- 新北市立圖書館：新店分館

便利商店
- 統一超商：連豐店、二十張店
- 全家便利商店：慶民店
- OK便利商店：大同店

超市
- 頂好超市：大坪林店
- 美廉社：新店北新店

速食餐廳
- 麥當勞：新店北新二店